# Fresnes-lès-Montauban
Fresnes-lès-Montauban és un municipi francès situat al departament del Pas de Calais i a la regió dels Alts de França. L'any 2007 tenia 475 habitants.

## Demografia

### Població
El 2007 la població de fet de Fresnes-lès-Montauban era de 475 persones. Hi havia 195 famílies de les quals 43 eren unipersonals (12 homes vivint sols i 31 dones vivint soles), 70 parelles sense fills, 74 parelles amb fills i 8 famílies monoparentals amb fills.
La població ha evolucionat segons el següent gràfic:
Habitants censats

### Habitatges
El 2007 hi havia 202 habitatges, 193 eren l'habitatge principal de la família, 1 era una segona residència i 8 estaven desocupats. 192 eren cases i 10 eren apartaments. Dels 193 habitatges principals, 166 estaven ocupats pels seus propietaris, 24 estaven llogats i ocupats pels llogaters i 3 estaven cedits a títol gratuït; 5 tenien dues cambres, 11 en tenien tres, 38 en tenien quatre i 140 en tenien cinc o més. 161 habitatges disposaven pel capbaix d'una plaça de pàrquing. A 81 habitatges hi havia un automòbil i a 95 n'hi havia dos o més.

### Piràmide de població
La piràmide de població per edats i sexe el 2009 era:
| Homes | Edats   | Dones |
| ----- | ------- | ----- |
| 0     | 95 o +  | 0     |
| 0     | 90 a 94 | 0     |
| 8     | 85 a 89 | 16    |
| 0     | 80 a 84 | 4     |
| 0     | 75 a 79 | 4     |
| 8     | 70 a 74 | 0     |
| 0     | 65 a 69 | 0     |
| 8     | 60 a 64 | 24    |
| 24    | 55 a 59 | 20    |
| 20    | 50 a 54 | 28    |
| 20    | 45 a 49 | 16    |
| 32    | 40 a 44 | 36    |
| 8     | 35 a 39 | 12    |
| 12    | 30 a 34 | 4     |
| 20    | 25 a 29 | 28    |
| 12    | 20 a 24 | 8     |
| 24    | 15 a 19 | 12    |
| 20    | 10 a 14 | 28    |
| 0     | 5 a 9   | 12    |
| 8     | 0 a 4   | 12    |

## Economia
El 2007 la població en edat de treballar era de 324 persones, 254 eren actives i 70 eren inactives. De les 254 persones actives 237 estaven ocupades (125 homes i 112 dones) i 17 estaven aturades (6 homes i 11 dones). De les 70 persones inactives 34 estaven jubilades, 20 estaven estudiant i 16 estaven classificades com a «altres inactius».

### Ingressos
El 2009 a Fresnes-lès-Montauban hi havia 195 unitats fiscals que integraven 498,5 persones, la mediana anual d'ingressos fiscals per persona era de 22.563 €.

### Activitats econòmiques
Dels 59 establiments que hi havia el 2007, 1 era d'una empresa alimentària, 3 d'empreses de fabricació de material elèctric, 2 d'empreses de fabricació d'altres productes industrials, 11 d'empreses de construcció, 15 d'empreses de comerç i reparació d'automòbils, 2 d'empreses de transport, 5 d'empreses d'hostatgeria i restauració, 1 d'una empresa d'informació i comunicació, 2 d'empreses financeres, 6 d'empreses immobiliàries, 8 d'empreses de serveis, 1 d'una entitat de l'administració pública i 2 d'empreses classificades com a «altres activitats de serveis».
Dels 19 establiments de servei als particulars que hi havia el 2009, 2 eren tallers de reparació d'automòbils i de material agrícola, 1 taller d'inspecció tècnica de vehicles, 1 guixaire pintor, 2 lampisteries, 5 electricistes, 1 empresa de construcció, 2 perruqueries, 4 restaurants i 1 agència immobiliària.
Dels 4 establiments comercials que hi havia el 2009, 1 era una botiga de menys de 120 m², 1 una sabateria, 1 una botiga d'electrodomèstics i 1 una joieria.
L'any 2000 a Fresnes-lès-Montauban hi havia 8 explotacions agrícoles que ocupaven un total de 568 hectàrees.

## Equipaments sanitaris i escolars
El 2009 hi havia una escola elemental integrada dins d'un grup escolar amb les comunes properes formant una escola dispersa.

## Poblacions més properes
El següent diagrama mostra les poblacions més properes.